# لين بوت
لين بوت (بالإنجليزية: Len Butt)‏ (26 أغسطس 1910 في المملكة المتحدة - 16 يونيو 1994) هو لاعب كرة قدم بريطاني (وحمل سابقاً جنسية المملكة المتحدة لبريطانيا العظمى وأيرلندا) في مركزي مهاجم داخلي والهجوم. لعب مع بلاكبيرن روفرز وستوكبورت كونتي وماكليسفيلد تاون ونادي يورك سيتي وهدرسفيلد تاون ونادي مانسفيلد تاون.